# Pachythyone pseudolugubris
Pachythyone pseudolugubris is een zeekomkommer uit de familie Sclerodactylidae.
De wetenschappelijke naam van de soort werd in 1941 gepubliceerd door Elisabeth Deichmann.